# Hr.Ms. Tromp (1938)
De Hr.Ms. Tromp (C 804) was een Nederlandse lichte kruiser van de Trompklasse. Het was het zevende schip bij de Nederlandse marine vernoemd naar Maarten Harpertszoon Tromp. De bouw van de Tromp was opgenomen in het vlootplan Deckers uit 1931. Tijdens de Duitse aanval op Nederland lag de kruiser in Nederlands-Indië. Na de val van Nederlands-Indië wist het schip uit te wijken naar Australië. Het schip overleefde de Tweede Wereldoorlog en keerde op 3 mei 1946 terug naar Nederland. Na te hebben gediend als logementsschip werd het op 20 december 1968 officieel uit dienst gesteld en verkocht voor de sloop.

## De Tromp voor de Tweede Wereldoorlog
De Tromp werd tijdens een tussenstop, tijdens de proefvaarten, terwijl het schip voor anker lag in de haven van Lissabon, aangevaren door het Duitse passagiersschip Orinoco. De
noodzakelijke reparaties werden uitgevoerd in een dok in Lissabon. In augustus 1939 vertrok het schip naar Nederlands-Indië. Waar eerst werd gepland om via West-Indië en het Panamakanaal te gaan, werd er vanwege de opgelopen spanningen in Oost-Indië voor gekozen om via het Suezkanaal te gaan.

## De Tromp tijdens de Tweede Wereldoorlog
Door de Tromp werden van mei 1940 tot februari 1942 konvooidiensten uitgevoerd, daarna werd het schip ingedeeld bij de ABDA-vloot. Het schip nam onder meer deel aan de Slag bij Kangean, Actie bij Banka en Billiton, en de Slag in de Straat Badoeng. Na het verlies van Nederlands-Indië week de Tromp uit naar Australië. In Australië werd de bewapening van de Tromp uitgebreid met 2 x 7,6 cm-kanonnen. Tijdens de Tweede Wereldoorlog is door de Japanse strijdkrachten vijfmaal gemeld dat de Tromp tot zinken was gebracht, daarmee was de Tromp een van de schepen die het meest gezonken gemeld werden, maar die wel de Tweede Wereldoorlog overleefden.

## De Tromp na de Tweede Wereldoorlog
Na het einde van de oorlog met Japan was de Tromp het eerste schip dat aanmeerde in de haven van Batavia. Op 21 oktober 1945 was het schip betrokken bij de overgave van de Japanse strijdkrachten op het eiland Billiton. Het schip arriveerde op 3 mei 1946 in Amsterdam nadat het op 20 januari 1946 vanuit Nederlands-Indië was vertrokken. Van 1948 tot 1954 heeft de Tromp als opleidingsschip dienstgedaan. Vanaf 1954 heeft het schip gediend als logementsschip voor andere schepen en diensten, o.a. de dienst conservatie. Op 20 december 1968 werd het schip, voor 724.144 gulden, verkocht aan Simons Handelsmij.